# Вајтвуд (Јужна Дакота)
Вајтвуд (енгл. Whitewood) град је у америчкој савезној држави Јужна Дакота.

## Демографија
По попису из 2010. године број становника је 927, што је 83 (9,8%) становника више него 2000. године.
| Група             | 2000.       | 2010.       |
| Белци             | 792 (93,8%) | 836 (90,2%) |
| Афроамериканци    | 0 (0,0%)    | 7 (0,8%)    |
| Азијати           | 0 (0,0%)    | 1 (0,1%)    |
| Хиспаноамериканци | 18 (2,1%)   | 23 (2,5%)   |
| Укупно            | 844         | 927         |